# Апостоліки
Апосто́ліки (апо́стольські брати́) — селянсько-плебейська єретична секта Північної Італії другої половини 13 — початку 14 століть, що виникла в умовах гострого соціального невдоволення. Апостоліки різко критикували католицьке духовенство та папство, виступали проти світських феодалів, вимагали повернення до апостольських часів раннього християнства, звідки власне й назва, відмови від власності, соціальної рівності. Секту заснував Сеґареллі близько 1260 року. З 1300 її очолював Дольчіно. В 1304 єресь прийняла форму збройного повстання, яку було придушене в 1307 році.